# Asylpolitik
Asylpolitik, eller flyktingpolitik, är det sakpolitiska område som rör frågor om en stats inställning till och mottagande av asylsökande. Det gäller flyktingar, personer med flyktingliknande personliga förhållanden och personer som inte har rätt till flyktingstatus men som söker asyl trots detta.
Asylpolitik är ett område som rönt stort intresse inom Europeiska unionen och övriga västvärlden under senare år.
Juridiskt har Sverige förbundit sig att följa de överenskommelser som gjorts på mellanstatlig nivå i flyktingkonventionen. De svenska reglerna finns i första hand i utlänningslagen. Även EU har uppställt lagar för asylpolitiken, bland annat genom skyddsgrundsdirektivet, mottagandedirektivet, asylprocedurdirektivet och Dublinförordningen.